# Arubaanse ratelslang
De Arubaanse ratelslang (Crotalus unicolor) is een giftige slang uit de familie van de adders (Viperidae) en de onderfamilie groefkopadders (Crotalinae).

## Naam en indeling
De wetenschappelijke naam van dit taxon werd voor het eerst voorgesteld door Theodorus Willem van Lidth de Jeude in 1887, die de naam als Crotalus horridus var. unicolor publiceerde. In 1936 waardeerde Laurence Monroe Klauber de status op tot die van soort. In 1966 stelden Serge Daan en Dick Hillenius dat de slang een ondersoort was van de Zuid-Amerikaanse ratelslang (Crotalus durissus), een opvatting die tot 2016 door de meeste auteurs werd gevolgd. In dat jaar waardeerden Bryan Maritz en collega's de status weer op tot die van soort. In het Papiaments en Spaans staat de slang bekend onder de naam cascabel. Niet te verwarren met de cascaval; dit is de naam van de ondersoort Crotalus durissus terrificus.

## Uiterlijke kenmerken
De totale lichaamslengte is ongeveer 1 meter, de kleur is bruin, er zijn drie variaties: geelbruin, oranjebruin en grijsbruin. Op de rug is een vage ruittekening aanwezig, de buikzijde is lichter. De kop is net als bij alle adders pijlvormig en duidelijk afgesnoerd van de rest van het lichaam.

## Verspreiding en habitat
De Arubaanse ratelslang is endemisch op het eiland Aruba, het eiland behorend tot het Koninkrijk der Nederlanden voor de kust van Venezuela. De habitat bestaat uit droge omgevingen met een zanderige ondergrond, waar de slang door de lichtbruine kleur niet opvalt.

## Gedrag
De Arubaanse ratelslang is veel minder agressief dan de meeste andere ratelslangen. De slang is niet schuw en bijt meestal alleen als het dier wordt beetgepakt.

## Bedreigingen
Het gaat niet goed met de slang. In 1995 werd de totale wildpopulatie op zo'n 225 exemplaren geschat. De slang staat te boek als zeer ernstig bedreigd; het verspreidingsgebied is slechts 12 km² groot. Bedreigingen zijn menselijke expansie en de daarmee gepaard gaande toename van het verkeer waardoor veel dieren worden doodgereden. Ook vertrapping door vee, het doden van slangen bij huizen en met name predatie door dieren die zijn geïntroduceerd, zoals honden en katten, worden direct of indirect veroorzaakt door de mens.